# ササ

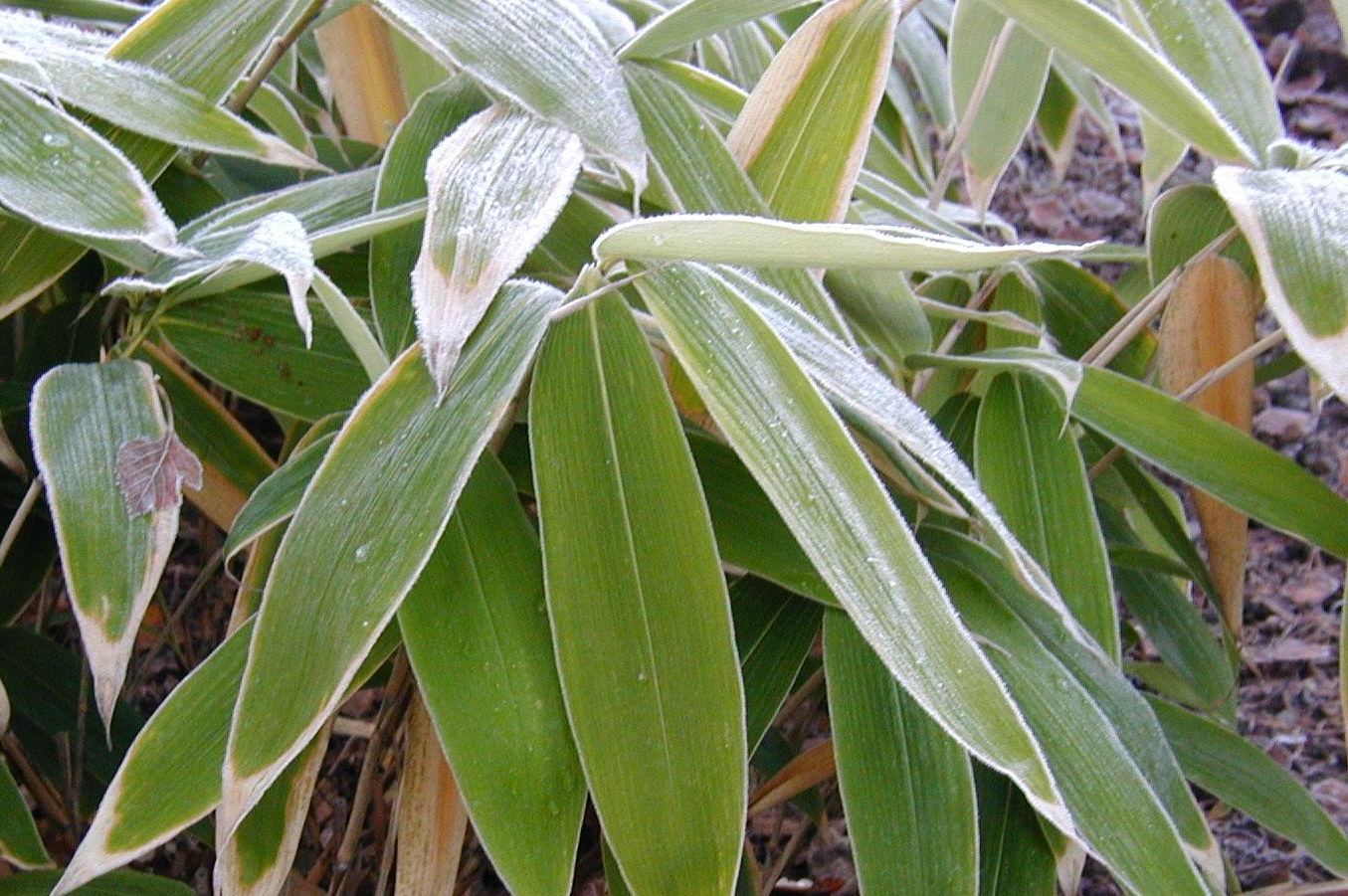
笹

ササ（笹、篠、筱、筿、小竹）は、イネ科タケ亜科に属する植物のうち、その茎にあたる稈（かん）を包んでいる葉鞘が枯れる時まで残るものの総称。

## 定義
ササは単子葉植物イネ科タケ亜科（タケ科とすることもある）に属する植物である。タケ（竹）やササは多くの草本類と同じく茎にあたる稈には年輪がみられないが、一方で木本類のように堅くなる性質がある。
植物学上はイネ科タケ亜科のうち、タケは稈が成長するとともにそれを包む葉鞘が早く脱落してしまうものをいい、ササは枯れるまで稈に葉鞘が残るものをいう。マダケなどタケの場合は芽（タケノコ）の段階にはあった葉鞘が成長すると剥がれ落ちるが、ササの場合は成長しても葉鞘はそのままである。
タケとササの分類は必ずしも標準和名と一致しない。分類上、ヤダケは稈に皮がついたままなのでササ、オカメザサは皮が脱落するのでタケに分類される。 

## 生育環境
地下に匍匐茎を伸ばし、密集した群落を作る。一面に生えた場合、これを笹原という。
笹のよく生える条件として、日本ではいくつかのパターンがある。一つはパイオニア植物として振る舞う場合である。よく河川周辺や道端などにネザサ類が出現する。これは、草刈りや川の氾濫などによる不定期な攪乱（かくらん）に強いためである。また、寒冷地では森林の伐採や山火事跡地でササが優占植生となり、木本類の更新を阻害して無立木地となる例がよくある。ササの優占を打破するためにブルドーザーなどで人為的な掻き起こしを行い、あえて鉱質土壌を露出させて樹木の実生の定着に適した環境を造成することがある。
もう一つはブナ林の下生えで、日本のブナ林では林床でササ類が優占する例が多い。その種は地域によって異なり、太平洋側ではスズタケ、日本海側ではチシマザサの場合が多い。
ササは放置すると藪になってしまうが、生物多様性の観点からは小動物の隠れ家や昆虫の食草となっている。
一方でササの繁茂は地中の水分を吸い上げて土壌を乾燥化させたり、日光を遮って他の植物の光合成を妨げたりする面もある。

## 開花
正確な開花周期は未解明で、約60年から120年と言われている。

## 分類
非常に多くの種がある。日本のタケ類のほとんどが中国渡来であるのに比べ、ササ類は土着の種が多く、しかも地方変異が多い。
- メダケ属　Pleioblastus:カンザンチク、リュウキュウチク、タイミンチク、ケネザサ、カムロザサ、ゴキタケ、アカネザサ、ギボウシノ、ハコネダケ、アズマネザサ、メダケ
- アズマザサ属　Arundinaria:アズマザサ、スエコザサ、トウゲザサ、サドザサ、タンゴシノチク、ヤブザサ、アリマシノ
- ササ属　Sasa:ミヤコザサ、ウンゼンザサ、オオクマザサ、ニッコウザサ、アポイザサ、クマザサ、オオササ、オオバザサ、ミヤマザサ、チマキザサ、クマイザサ、チシマザサ、オクヤマザサ、イブキザサ、トクガワザサ、キンキナンブスズ、ミカワザサ、タキザワザサ
- スズタケ属　Sasamorpha:スズタケ、ケスズ
- ヤダケ属　Pseudosasa:ヤダケ、ヤクシマダケ
- インヨウチク属　×Hibanobambusa:インヨウチク

ほかに、葉の幅が広いイネ科植物には、ササの名を持つ例が多い。代表的なものを以下に挙げるが、最もササに似ているのはササクサである。
- チゴザサ、チヂミザサ
- ササクサ、ササガヤ、ササキビ

それ以外にも、細長くてある程度幅のある葉をササになぞらえる例は多々ある。
- ササノハスゲ（カヤツリグサ科）
- ササバモ（ヒルムシロ科）
- ササバサンキライ（サルトリイバラ科）
- ササユリ（ユリ科）
- ササバハギ（マメ科）

## 利用

### 笹の葉
料理や食材、特に保存食を包む為に使用される（鱒寿司、ちまきなど）。笹の葉で包んだ餅菓子に笹餅がある。笹の葉の抗菌物質として安息香酸やビタミンKが知られている。クマザサの葉からは、キノン誘導体とは異なるフェノール性物質や有機酸などの抗菌成分も報告されている。
また、日本では、七夕において笹飾りとして使われる。
戦国武将の可児吉長は指物に笹を用い、討ち取った敵の首にその笹の葉を含ませて手柄の証としたため、「笹の才蔵」の異名をとった。

### 笹の実
笹の実は古来から救荒食物として食用にも供されてきた。

### ササの実をめぐる出来事
- 1902年（明治35年） - 北海道は大凶作となったが、全道でササの実の当たり年となり、食料を確保することができた[8]。
- 1936年（昭和11年） - 神奈川県、静岡県下でハコネダケが開花、結実。湯河原町、真鶴町などでノネズミが大繁殖して山林や耕地で被害を出した[9]。
- 1943年（昭和18年）7月 - 岩手県ではオオバザサ（チマキザサの一種）が開花し結実。盛岡市内の中学生が報国団を結成し、5日間で36m3の実を採取した。県の食糧公団は採取した実を用いたパンを配給したがその実が麦角菌に感染していたため多くの妊婦が流産した[10][11]。